# Massa atômica relativa
Massa atômica relativa (símbolo: Ar; às vezes abreviada como RAM ou r.a.m.), também conhecida pelo sinônimo obsoleto peso atômico, é uma grandeza física adimensional definida como a razão entre a massa média dos átomos de um elemento químico em uma determinada amostra e a constante de massa atômica. A constante de massa atômica (símbolo: mu) é definida como sendo ⁠⁠1/12⁠ da massa de um átomo de carbono-12. Como ambas as grandezas na razão são massas, o valor resultante é adimensional. Estas definições permanecem válidas(p134) mesmo após a revisão do SI de 2019.
Para uma única amostra, a massa atômica relativa de um determinado elemento é a média aritmética ponderada das massas dos átomos individuais (incluindo todos os seus isótopos) que estão presentes na amostra. Essa quantidade pode variar significativamente entre as amostras porque a origem da amostra (e, portanto, seu histórico radioativo ou de difusão) pode ter produzido combinações de abundâncias isotópicas em proporções variáveis. Por exemplo, devido a uma mistura diferente de isótopos estáveis de carbono-12 e carbono-13, uma amostra de carbono elementar de metano vulcânico terá uma massa atômica relativa diferente daquela coletada de tecidos vegetais ou animais.
A quantidade mais comum e mais específica conhecida como peso atômico padrão (Ar,padrão) é uma aplicação dos valores relativos de massa atômica obtidos de muitas amostras diferentes. Às vezes, é interpretado como o intervalo esperado dos valores relativos de massa atômica para os átomos de um dado elemento de todas as fontes terrestres, com as várias fontes sendo retiradas da Terra. "Peso atômico" é frequentemente usado de forma imprecisa e incorreta como sinônimo de peso atômico padrão (incorretamente porque pesos atômicos padrão não são de uma única amostra). O peso atômico padrão é, no entanto, a variante mais amplamente publicada da massa atômica relativa.
Além disso, o uso contínuo do termo "peso atômico" (para qualquer elemento) em oposição à "massa atômica relativa" atraiu considerável controvérsia desde pelo menos a década de 1960, principalmente devido à diferença técnica entre peso e massa na física. Ainda assim, ambos os termos são oficialmente sancionados pela IUPAC. O termo "massa atômica relativa" agora parece estar substituindo "peso atômico" como o termo preferido, embora o termo "peso atômico padrão" (em oposição ao mais correto "massa atômica relativa padrão") continue a ser usado.

## Definição
A massa atômica relativa é determinada pela massa atômica média, ou a média ponderada das massas atômicas de todos os átomos de um determinado elemento químico encontrado em uma amostra específica, que é então comparada à massa atômica do carbono-12. Essa comparação é o quociente dos dois pesos, o que torna o valor adimensional (sem unidade). Esse quociente também explica a palavra relativo: o valor da massa da amostra é considerado relativo ao do carbono-12.
É sinônimo de peso atômico, embora não deva ser confundido com massa isotópica relativa. A massa atômica relativa também é frequentemente usada como sinônimo de peso atômico padrão e essas quantidades podem ter valores sobrepostos se a massa atômica relativa usada for aquela de um elemento da Terra sob condições definidas. Entretanto, a massa atômica relativa (peso atômico) ainda é tecnicamente diferente do peso atômico padrão devido à sua aplicação apenas aos átomos obtidos de uma única amostra; ela também não está restrita a amostras terrestres, enquanto o peso atômico padrão calcula a média de múltiplas amostras, mas apenas de fontes terrestres. Massa atômica relativa é, portanto, um termo mais geral que pode se referir mais amplamente a amostras retiradas de ambientes não terrestres ou ambientes terrestres altamente específicos que podem diferir substancialmente da média da Terra ou refletir diferentes graus de certeza (por exemplo, em número de algarismos significativos) do que aqueles refletidos em pesos atômicos padrão.

### Definição atual
As definições predominantes da IUPAC (retiradas do "Gold Book") são:
peso atômico – Ver: massa atômica relativa
e
massa atômica relativa (peso atômico) – A razão entre a massa média do átomo e a constante de massa atômica.
Here the atomic mass constant refers to 1/12 of the mass of an atom of 12C in its ground state, and is equal to one dalton.
A definição da IUPAC of relative atomic mass is:
O peso atômico (massa atômica relativa) de um elemento de uma fonte específica é a razão entre a massa média por átomo do elemento e 1/12 da massa de um átomo de 12C.
A definição especifica deliberadamente "Um peso atômico...", pois um elemento terá diferentes massas atômicas relativas dependendo da fonte. Por exemplo, o boro da Turquia tem uma massa atômica relativa menor que o boro da Califórnia, devido à sua composição isotópica diferente. No entanto, dado o custo e a dificuldade da análise de isótopos, é prática comum substituí-los pelos valores tabulados de pesos atômicos padrão, que são onipresentes em laboratórios químicos e que são revisados bienalmente pela Comissão de Abundâncias Isotópicas e Pesos Atômicos (CIAAW) da IUPAC.

### Uso histórico
Escalas relativas históricas mais antigas (pré-1961) baseadas na unidade de massa atômica (símbolo: a.m.u. ou amu) usavam a massa isotópica relativa do oxigênio-16 ou a massa atômica relativa do oxigênio (ou seja, peso atômico) como referência. Veja o artigo sobre a história do dalton moderno para a resolução desses problemas.

## Peso atômico padrão
A comissão da IUPAC (CIAAW) mantém um valor de intervalo de expectativa para a massa atômica relativa (ou peso atômico) na Terra, denominado peso atômico padrão. O peso atômico padrão exige que as fontes sejam terrestres, naturais e estáveis em relação à radioatividade. Além disso, há requisitos para o processo de pesquisa. Para 84 elementos estáveis, o CIAAW determinou este peso atômico padrão. Esses valores são amplamente publicados e chamados livremente de "peso" atômico dos elementos para substâncias da vida real, como produtos farmacêuticos e produtos comerciais.
Além disso, o CIAAW publicou valores abreviados (arredondados) e valores simplificados (para quando as fontes terrestres variam sistematicamente).

## Outras medidas da massa dos átomos
Massa atômica (ma) é a massa de um único átomo. Ela define a massa de um isótopo específico, que é um valor de entrada para a determinação da massa atômica relativa. Um exemplo de três isótopos de silício é dado abaixo. Uma unidade conveniente de massa para massa atômica é o dalton (Da), que também é chamado de unidade unificada de massa atômica (u).
A massa isotópica relativa é a razão entre a massa de um único átomo e a constante de massa atômica (mu = 1 Da). Essa razão é adimensional.

## Determinação da massa atômica relativa
As massas atômicas relativas modernas (um termo específico para uma determinada amostra de elemento) são calculadas a partir de valores medidos de massa atômica (para cada nuclídeo) e composição isotópica de uma amostra. Estão disponíveis massas atômicas altamente precisas para praticamente todos os nuclídeos não radioativos, mas as composições isotópicas são mais difíceis de medir com alta precisão e mais sujeitas à variação entre amostras. Por essa razão, as massas atômicas relativas dos 22 elementos mononuclídicos (que são as mesmas que as massas isotópicas de cada um dos nuclídeos naturais desses elementos) são conhecidas por uma precisão especialmente alta. Por exemplo, há uma incerteza de apenas uma parte em 38 milhões para a massa atômica relativa do flúor, uma precisão que é maior que o melhor valor atual para a constante de Avogadro (uma parte em 20 milhões).
| Isótopo | Massa atômica       | Abundância  | Abundância   |
| Isótopo | Massa atômica       | Padrão      | Alcance      |
| ------- | ------------------- | ----------- | ------------ |
| 28Si    | 27,97692653246(194) | 92.2297(7)% | 92.21–92.25% |
| 29Si    | 28,976494700(22)    | 4.6832(5)%  | 4.67–4.69%   |
| 30Si    | 29,973770171(32)    | 3.0872(5)%  | 3.08–3.10%   |

O cálculo é exemplificado para o silício, cuja massa atômica relativa é especialmente importante em metrologia. O silício existe na natureza como uma mistura de três isótopos: 28Si, 29Si e 30Si. As massas atômicas desses nuclídeos são conhecidas com uma precisão de uma parte em 14 bilhões para o 28Si e cerca de uma parte em um bilhão para os outros. Entretanto, a amplitude da abundância natural dos isótopos é tal que a abundância padrão só pode ser dada em cerca de ±0,001% (ver tabela).
O cálculo é o seguinte:
Ar(Si) = (27,97693 × 0,922297) + (28,97649 × 0,046832) + (29,97377 × 0,030872) = 28,0854
A estimativa da incerteza é complicada, especialmente porque a distribuição da amostra não é necessariamente simétrica: as massas atômicas relativas padrão da IUPAC são citadas com incertezas simétricas estimadas, e o valor para o silício é 28.0855(3). A incerteza padrão relativa neste valor é 10−5 ou 10 ppm.
Além dessa incerteza na medição, alguns elementos apresentam variação em relação às fontes. Ou seja, diferentes fontes (água do oceano, rochas) têm uma história radioativa diferente e, portanto, uma composição isotópica diferente. Para refletir essa variabilidade natural, a IUPAC tomou a decisão em 2010 de listar as massas atômicas relativas padrão de 10 elementos como um intervalo em vez de um número fixo.